# Eliasz Mellus
Eliasz Mellus (ur. 19 września 1831 w Mardinie, zm. 16 lutego 1908 tamże) – chaldejski duchowny katolicki, od 1864 biskup Akry, następnie od 1890 biskup Mardinu. Jego działalność w Indiach, wśród katolików obrządku syromalabarskiego doprowadziła do krótkotrwałego rozłamu, nazwanego od niego schizmą Eliasza Mellusa, a następnie przyłączenia się części wiernych do Asyryjskiego Kościoła Wschodu.

## Życiorys
Eliasz Mellus urodził się 19 września 1831 w Mardinie. Wstąpił do chaldejskiego klasztoru Rabban Hormizd w Alkuszu, gdzie 19 września 1831 otrzymał święcenia kapłańskie.
5 czerwca 1864 został wyświęcony przez chaldejskiego patriarchę Babilonu Józefa VI Audo na biskupa Akry.
W latach 1874–1882 przebywał w Triśur, w Indiach Brytyjskich, dokąd wysłał go patriarcha, aby posługiwał wśród katolików obrządku syromalabraskiego, posługującej się jak Kościół chaldejski tym samym, wschodniosyryjskim obrządkiem. Pozostawali oni od XVI wieku w jurysdykcji łacińskich biskupów, co było skutkiem działalności portugalskich kolonizatorów. Zwrócili się więc do patriarchy chaldejskiego o przysłanie im biskupa własnego obrządku, co było trwającą od wielu wieków tradycją, przerwaną dopiero zawarciem unii z Kościołem katolickim.
Działalność Eliasza Mellusa doprowadziła do spięć z lokalną hierarchią rzymskokatolicką i nuncjuszem apostolskim w Indiach, a w końcu ekskomuniki. Patriarcha Audo w końcu podporządkował wydanemu przez papieża Piusa IX nakazowi zaprzestania działalności w Indiach. Wezwał on biskupa do powrotu. Nie pogodziło się z tym kilka tysięcy wiernych, którzy odmówili pozostawania pod zwierzchnictwem łacińskich biskupów. Utworzyli oni niezależny Kościół, a następnie zwrócili się do nestoriańskiego patriarchy Asyryjskiego Kościoła Wschodu, odłamu obrządku chaldejskiego, który sprzeciwił się unii z Kościołem katolickim. Utworzył on w Indiach metropolię, znaną współcześnie jako Asyryjski Kościół Wschodu w Indiach.
W 1882 Mellus powrócił do Mosulu. Po ostatecznym uregulowaniu swojego statusu kanonicznego w 1889, został 4 września 1890 mianowany biskupem swojego rodzinnego Mardinu. Pełnił ją aż do swojej śmierci, która nastąpiła tamże 16 lutego 1908.